# Xenorophidae
A Xenorophidae az emlősök (Mammalia) osztályának párosujjú patások (Artiodactyla) rendjébe, ezen belül a cetek (Cetacea) alrendágába tartozó fosszilis család.

## Tudnivalók
A Xenorophidae család a bazális, azaz a kezdetleges fogascetek egyik képviselője, amely az oligocén korban élt.

## Rendszerezés
A családba az alábbi 7 nem tartozik:
- Albertocetus Uhen, 2008 - késő oligocén; Észak-Karolina, USA
- Archaeodelphis Allen, 1921 - késő oligocén; Dél-Karolina, USA
- Cotylocara Geisler et al., 2014 - késő oligocén; Dél-Karolina, USA
- Echovenator Churchill et al., 2016 - késő oligocén; Dél-Karolina, USA
- Inermorostrum Boessenecker et al., 2017 - késő oligocén; Dél-Karolina, USA
- Mirocetus Mchedlidze, 1970 - késő oligocén; Azerbajdzsán; korábban saját családja volt Mirocetidae néven[7][8][9][10]
- Xenorophus Kellogg, 1923 - típusnem; késő oligocén; Dél-Karolina, USA

## Fordítás
- Ez a szócikk részben vagy egészben  a   Xenorophidae című angol Wikipédia-szócikk ezen változatának fordításán alapul.  Az eredeti cikk szerkesztőit annak laptörténete sorolja fel. Ez a jelzés csupán a megfogalmazás eredetét és a szerzői jogokat jelzi, nem szolgál a cikkben szereplő információk forrásmegjelöléseként.